# Jeet Kune Do
Jeet Kune Do (Xinès: 截拳道, Cantonès: Jitkyùndou, Pinyin: Jiéquándào, lit. "El camí del puny que intercepta"), també anomenat Jeet Kun Do o JKD, és un art marcial desenvolupat per Bruce Lee.

L'emblema Jeet Kune Do. Els caràcters xinesos del símbol Taijitu indiquen: "Tenir el no camí com a camí" i "No limitació com a limitació". Les fletxes representen el moviment i canvi sense fi de l'univers.

## Història
Creat per Bruce Lee entre els anys 1960 i 1973 encara que en un principi basat en el Wing Chun (aquesta interpretació pot veure's com una referència al començament del Wing Chun de simultània defensa i contraatac), el Jeet Kune Do, primerament anomenat "Jun Fan Gung Fu" (Xinès: 振藩功夫 Cantonès: Janfàan Gūngfū Pinyin: Zhènfán Gōngfū. Literalment: "El Kung Fu de Bruce Lee") és un mètode de combat nou.
Jeet Kune Do no és Kung Fu Xinés tradicional. És el resultat de la investigació i la "fusió" de Wing Chun, Tai Chi, boxa, l'esgrima tradicional i kali eskrima filipi i de tècniques noves i pròpies que buscaven l'efectivitat davant de tot. Però el mestre Lee va morir molt jove, el 1973, sense donar una comprensió completa del seu art. No obstant això, va obrir el camí a la superació a diverses generacions amb la seua forma de pensar, transformant-se en el que alguns consideren el millor artista i lluitador d'arts marcials de tots els temps.
De totes maneres, el mestre Bruce Lee reflectix a totes i cadascuna de les seues pel·lícules el seu peculiar art de combat, el Jeet Kune Do, aportant d'eixa manera algunes de les seues tècniques a estes i en el seu llibre, en el qual demostrava mitjançant fotografies aquest estil tan tècnic com efectiu.

## Filosofia
Lee defensava el Jeet Kune Do com una filosofía més enllà de les arts marcials: "L'art del Jeet Kune Do és senzillament el de simplificar. Afavorir la carència de forma per a poder assumir totes les formes", "Mitjançant el no camí com a camí i la no limitació com a limitació".

## 26 elements del JKD
Dels centenars d'estils d'arts marcials que existeixen, Bruce Lee va escollir els 26 que segueixen com a fonament per a crear el Jeet Kune Do. D'alguns en va prendre tècniques, d'altres filosofia de combat. Entre un 5% i un 10% van ser utilitzats dins de l'estructura del Jeet Kune Do.
- Ving Chun
- Praying Mantis del Nord
- Praying Mantis del Sud
- Choi Lee Fut
- Eagle Claw (Estil de l'Àguila)
- Tai Chi Chuan (Estil de la familia Wu)
- Pa Kua
- Hsing I
- Bak Hoo Pai (Grulla Blanca)* Bak Fu Pai (Tigre Blanc)
- Ng Ga Kuen (Sistema de les cinc famílies)
- Bak Mei Pai
- Shao Lin del Nord
- Shao Lin del Sur
- Ny Ying Ga (Sistema dels cinc animals)
- Book Pal
- Iaw Horn Kuen
- Chin Na
- Estil del Mono
- Estil dels Borratxos
- Esgrima Occidental
- Boxa Occidental
- Lluita Occidental
- Jiu Jitsu
- Esgrima Filipina
- Sirakan Filipí
- Muai Thai (Boxa Thai)